# Obzor
Obzor (búlgaro: Обзор) é uma cidade da Bulgária, localizada no distrito de Burgas. A sua população era de 2,374 habitantes segundo o censo de 2010.

## População
| Obzor | Obzor | Obzor | Obzor | Obzor | Obzor | Obzor | Obzor | Obzor | Obzor | Obzor | Obzor | Obzor | Obzor | Obzor | Obzor | Obzor | Obzor | Obzor | Obzor |
| --- | ----- | ----- | ----- | ----- | ----- | ----- | ----- | ----- | ----- | ----- | ----- | ----- | ----- | ----- | ----- | ----- | ----- | ----- | ----- |
| Ano | 1887  | 1910  | 1934  | 1946  | 1956  | 1965  | 1975  | 1985  | 1992  | 2001  | 2002  | 2003  | 2004  | 2005  | 2006  | 2007  | 2008  | 2009  | 2010  |
| População |       |       |       | …     | …     | …     | …     | 2,009 | 2,032 | 1,970 | 1,963 | 2,005 | 2,018 | 2,023 | 2,054 | 2,052 | 2,066 | 2,081 | 2,374 |
| Fontes: Instituto Nacional de Estatísticas, „citypopulation.de“, „pop-stat.mashke.org“, Bulgarian Academy of Sciences |       |       |       |       |       |       |       |       |       |       |       |       |       |       |       |       |       |       |       |